# 4147 Ленон
4147 Lennon је астероид главног астероидног појаса са средњом удаљеношћу од Сунца која износи 2,361 астрономских јединица (АЈ).
Апсолутна магнитуда астероида је 13,0.